# Csukás község
Csukás község (románul: Comuna Știuca) község Temes megyében, Romániában. Központja Csukás, beosztott falvai Dragomirest, Krassógombás, Ollóság.

## Népessége
A 2011-es népszámlálás adatai alapján a község népessége 1813 fő volt.